# 魏玛国民议会
魏玛国民议会（德語：Weimarer Nationalversammlung，正式稱呼：Deutscher Nationalversammlung）是1919年2月6日至1920年6月6日德国的制宪会议和事实上的议会，在图林根州魏玛召开。
该议会起草了著名的魏玛宪法，从名义上讲这一宪法的效力一直持续到1945年二战结束，但实际上在1933年纳粹党掌权后就已事实上失效。
由于制宪会议在魏玛召开，德国历史1919－1933年的时期被称为魏玛共和国。此后德国国会成为魏玛共和时期的最高立法机构。